# نایسمیت (مونتانا)
نایسمیت (به انگلیسی: Naismith) یک منطقهٔ مسکونی در ایالات متحده آمریکا است که در شهرستان تول، مونتانا واقع شده‌است. نایسمیت ۹۳۰٫۸۷ متر بالاتر از سطح دریا واقع شده‌است.